# 吕太一
吕太一（？—？），生卒不详，唐朝官员。
景雲年間为洹水縣令，唐代宗广德元年为广州市舶使，魏知古上表奏之，张嘉贞推薦於朝廷，与中书舍人苗延嗣、考功員嘉靖、侍御史崔训等人齊名，时人稱：“令君四俊，苗吕员训”。《全唐詩》存其詩一首。

## 作品
咏院中丛竹
擢擢当轩竹，青青重岁寒。
心贞徒见赏，箨小未成竿。